# Hadesina
Hadesina je rod moljaca iz familije Notodontidae. Sastoji se od sljedećih vrsta:
- Hadesina caerulescens  (Schaus, 1913)
- Hadesina divisa Dognin, 1902
- Hadesina goeleti Miller, 2008
- Hadesina limbaria Warren, 1900